# Международная премия Джачинто Факкетти
Международная премия Джачинто Факкетти — Красота футбола (итал. The Premio internazionale Giacinto Facchetti — Il bello del calcio) — премия, учрежденная в 2006 году и ежегодно присуждаемая футбольной личности за честную игру и спортивное мастерство миланской итальянской спортивной газетой La Gazzetta dello Sport.

## История
Премия была учреждена в 2006 году бывшим директором газеты Кандидо Каннаво и тогдашним директором газеты Карло Верделли в честь покойного защитника сборной Италии и «Интернационале» Джачинто Факкетти после его смерти в начале того же года 4 сентября. Эта награда ежегодно присуждается футболистам, отличавшимся честной игрой и спортивным мастерством.

## Победители

Ромелу Лукаку — Последний обладатель премии

| Год  | Победитель              | Сыллки       |
| ---- | ----------------------- | ------------ |
| 2006 | Хулио Валентин Гонсалес | [ 5 ]        |
| 2007 | Юнис Махмуд             | [ 5 ]        |
| 2008 | Паоло Мальдини          | [ 5 ]        |
| 2009 | Чезаре Пранделли        | [ 5 ]        |
| 2010 | Джанфранко Дзола        | [ 5 ]        |
| 2011 | Мишель Платини          | [ 6 ]        |
| 2012 | Хавьер Санетти          | [ 4 ]        |
| 2013 | Эрик Абидаль            | [ 5 ]        |
| 2014 | Франческо Тотти         | [ 5 ]        |
| 2015 | Роберто Донадони        | [ 5 ]        |
| 2016 | Джанкарло Антоньони     | [ 7 ]        |
| 2017 | Не вручалась            | Не вручалась |
| 2018 | Андреа Пирло            | [ 8 ]        |
| 2019 | Джанлука Виалли         | [ 9 ]        |
| 2020 | Ромелу Лукаку           | [ 10 ]       |